# Cabañes de Esgueva
Cabañes de Esgueva település Spanyolországban, Burgos tartományban.  Lakosainak száma 149 fő (2024).

## Népesség
A település népessége az utóbbi években az alábbiak szerint változott:
| Lakosok száma | 266  | 243  | 223  | 223  | 210  | 182  | 181  | 164  | 166  | 149  |
|               | 2001 | 2004 | 2006 | 2009 | 2011 | 2014 | 2016 | 2019 | 2021 | 2024 |